# 渥美尚樹
渥美 尚樹（あつみ なおき）は、日本の作曲家、編曲家、DJ。別名義、SPASM。父は俳優の渥美国泰。
主にテクノやトランスを得意ジャンルとし、様々なアーティストの楽曲のリミックスを手掛けた。

## 主な参加作品
全てリミックス
- EARTH
「Is This Love」（Step'n Bass mix）
「Color of Seasons」（GabbEarth Mix）
- Every Little Thing
「sure」（Are you sure? Mix）
「Rescue me」（Remix）
「愛のカケラ」（Steppin' Hard Enough Mix）
「Graceful World」（2 Fat GTR Mix）
- 玉置成実
「Final Memory」（happy hardcore mix）
- dream
「Start me up」（Iandscape mix）
「send a little love」（Happy Euro 2000 Mix）
- TRINITY
「DOH-YO」（SPASM Mix）
「Brand New Love」（Brand New Heaven Mix）
「I get lonely」（ELECTILE MIX）
「face」（baby steppers TRIPPLE STEPPIN' MIX）
- 浜崎あゆみ
「Boys & Girls」（MAD FILTER MIX）
「Trauma」（Heavy Shuffle Mix）
「appears」（Scud Filter Mix）
「kanariya」（SPASM Mix）
「Fly high」（Supreme Mix）
「Duty」（STEPPIN DUB MIX）
「AUDIENCE」（Scud Formant Mix）
「SEASONS」（H-H remix）
- 雛形あきこ
「DESTINATION」（SPASM MIX）
- Favorite Blue
「PRECIOUS MOMENT」（UP LIFTIN MIX）
- move
「ROCK IT DOWN」（unnatural mix）

| スタブアイコン | サブスタブ | この項目は、まだ閲覧者の調べものの参照としては役立たない、音楽関係者（バンド等）に関連した書きかけの項目です。この項目を加筆・訂正などしてくださる協力者を求めています（P:音楽/PJ:芸能人）。 |